# Communauté de communes du Pays d'Ornans
La communauté de communes du Pays d'Ornans (CCPO) est une ancienne communauté de communes française située dans le département du Doubs en région Bourgogne-Franche-Comté.

## Historique
La CCPO est créée le 29 décembre 1998 avec 14 communes : Bonnevaux-le-Prieuré, Cademène, Chantrans, Charbonnières-les-Sapins, Chassagne-Saint-Denis, Foucherans, L'Hôpital-du-Grosbois, Lods, Malbrans, Montgesoye, Ornans, Scey-Maisières, Tarcenay, Vuillafans.
Le 20 novembre 2002, la communauté de communes passe à 24 avec la dernière adhésion pour la commune de Mouthier-Haute-Pierre.
La commune d'Amathay-Vésigneux quitte la communauté de communes au 1er janvier 2014.
Le 1er janvier 2017, la communauté de communes Loue-Lison  est créée par fusion de cette communauté avec celles d'Amancey-Loue-Lison, et du Canton de Quingey.

## Composition
La communauté de communes du Pays d'Ornans regroupe les vingt-trois communes suivantes :
| Nom                      | Code Insee | Gentilé         | Superficie (km2) | Population (dernière pop. légale) | Densité (hab./km2) |
| ------------------------ | ---------- | --------------- | ---------------- | --------------------------------- | ------------------ |
| Ornans (siège)           | 25434      | Ornanais        | 35,72            | 4 329 (2014)                      | 121                |
| Bonnevaux-le-Prieuré     | 25076      | Bonvallais      | 3,08             | 112 (2013)                        | 36                 |
| Cademène                 | 25106      | Cademéniers     | 3,39             | 80 (2014)                         | 24                 |
| Chantrans                | 25120      | Chantranais     | 14,31            | 410 (2014)                        | 29                 |
| Charbonnières-les-Sapins | 25123      | Charbonniers    | 9,10             | 190 (2014)                        | 21                 |
| Chassagne-Saint-Denis    | 25129      | Chassagniers    | 9,23             | 120 (2014)                        | 13                 |
| Châteauvieux-les-Fossés  | 25130      | Castelvétusiens | 4,46             | 12 (2014)                         | 2,7                |
| Durnes                   | 25208      | Durnois         | 8,51             | 165 (2014)                        | 19                 |
| Échevannes               | 25211      | Échevannais     | 5,23             | 87 (2014)                         | 17                 |
| Foucherans               | 25250      | Foucheranais    | 10,95            | 463 (2014)                        | 42                 |
| L'Hôpital-du-Grosbois    | 25305      | Grosboisiens    | 7,84             | 575 (2014)                        | 73                 |
| Lavans-Vuillafans        | 25331      | Lavanais        | 10,16            | 223 (2014)                        | 22                 |
| Lods                     | 25339      | Lodois          | 6,25             | 226 (2014)                        | 36                 |
| Malbrans                 | 25360      | Malbranais      | 8,74             | 140 (2014)                        | 16                 |
| Mérey-sous-Montrond      | 25375      | Meyrimontois    | 10,79            | 423 (2014)                        | 39                 |
| Montgesoye               | 25400      | Montgesoyens    | 11,06            | 473 (2014)                        | 43                 |
| Mouthier-Haute-Pierre    | 25415      | Guilloux        | 12,13            | 313 (2014)                        | 26                 |
| Saules                   | 25535      | Saulais         | 7,64             | 226 (2014)                        | 30                 |
| Scey-Maisières           | 25537      |                 | 12,53            | 296 (2014)                        | 24                 |
| Tarcenay                 | 25558      | Tarcenards      | 13,09            | 1 012 (2014)                      | 77                 |
| Trépot                   | 25569      | Trépotins       | 14,50            | 525 (2014)                        | 36                 |
| Villers-sous-Montrond    | 25628      | Villersois      | 6,33             | 205 (2014)                        | 32                 |
| Vuillafans               | 25633      | Vuillafanais    | 6,14             | 705 (2014)                        | 115                |